# Nepharis
Nepharis es un género de coleóptero de la familia Silvanidae.

## Especies
Las especies de este género son:
- Nepharis alata
- Nepharis costata
- Nepharis doddi
- Nepharis serraticollis